# 2022年6月逝世人物列表
2022年逝世人物列表：1月 - 2月 - 3月 - 4月 - 5月 - 6月 - 7月 - 8月 - 9月 - 10月 - 11月 - 12月
2022年6月逝世人物列表，是用于汇总2022年6月期间逝世人物的列表。

## 依日期排序

### 30日
- Technoblade（本名亞歷山大），23歲，美国YouTuber，知名于《我的世界》游戏视频和直播（讣闻公布日期）。[1]
- 约翰·维森廷（英语：John Visentin），59歲，美國企業人物，施樂公司行政總裁，病逝。（訃聞公佈日期）[2]
- 侯学书，67岁，中国书画家，曾任徐州师范大学美术学院副院长。[3]
- 卡齊米日·齊姆內（波蘭語：Kazimierz Zimny），87岁，波蘭田径運動員，奥运会铜牌得主（1960年）。[4]
- 伍傑，92歲，中國政治人物，曾任中共中央宣傳部出版局局長，中國出版工作者協會副主席。[5]
- 雷金二，98歲，中國人，原二战时期日军“慰安妇”制度受害幸存者。[6]
- 韓樹英，100歲，中國政治人物，曾任中共中央黨校副校長，第七、八屆全國政協委員。[7]

### 29日
- 杨海鹏，55歲，中國記者。[8]
- 唐宋，62歲，中國藝術家。[9]
- 李一信，82岁，中国作家，中华诗词学会原副秘书长。[10]
- 桑尼·巴格（英语：Sonny Barger），83歲，美國作家兼摩托車愛好者，地獄天使摩托車俱樂部加利福尼亞州奧克蘭分會創辦人。死於喉癌。[11]
- 村里，90歲，本名周存礼，中國演員。[12]
- 赫舍爾·伍迪·威廉姆斯（英語：Hershel W. Williams），98歲，美國軍人，最後一位因硫磺島戰役獲頒榮譽勳章的在世者。[13]

### 28日
- 季東燃，37歲，原名季巍，中國演員，演出作品《古劍奇譚2》、《武動乾坤》、新版《笑傲江湖》。（新聞發布日）。[14]
- 狄波拉·詹姆斯（英语：Deborah James (journalist)），40歲，英国记者和慈善活动家，死於大腸癌。[15]
- 安亞平，58歲，中國演員。[16]
- 笹木龍三，66歲，日本政治人物，曾任文部科學省副大臣、眾議院議員。[17]
- 陳輝雄，67歲，台灣客家詞曲創作者，知名作品包括《小草》、《歸人沙城》、《拜訪春天》等校園民歌。[18]
- 饶祥明，68岁，中国教育工作者，江西省临川第一中学原校长。[19]
- 居內特·阿金（英语：Cüneyt Arkın），84歲，土耳其電影演員、導演、製片。[20]
- 馬丁·班格曼（德語：Martin Bangemann），87歲，德國政治人物，西德经济部长（1984年－1988年）。[21]

### 27日
- 尼克·内梅洛夫（英语：Nick Nemeroff），32歲，加拿大喜劇演員。病逝。[22]
- 罗桂情，55岁，中国企业人物，湖南华菱钢铁股份有限公司董事会秘书。[23]
- 沈泰龍，61歲，臺灣小兒科專科醫師。[24]
- 凃宗和，73歲，臺灣企業家，翰林茶館創辦人，被稱為「珍奶之父」，因2019冠狀病毒病逝世。[25]
- 葛城友紀，73歲，日本歌手。死於腹膜癌。[26]
- 科林·布莱克默爵士（英語：Sir Colin Blakemore），78歲，英國生物學家。[27]
- 吳錦雲，83歲，臺灣田徑運動員。[28]
- 中野昭慶，86歳，日本特技監督。死於敗血症。[29]
- 李奧納多·德·維奇爾（英语：Leonardo Del Vecchio），87歲，義大利商人。眼鏡企業罗萨奥蒂卡創辦人。[30]
- 喬·特科爾（英語：Joe Turkel），94歲，美國演員。[31]
- 吕鸿，106岁，中国军事人物，原总参谋部政治部副主任。[32]

### 26日
- 瑪麗·瑪拉（英语：Mary Mara），61歲，美國演員。溺水身亡。[33]
- 圖厄·基斯當臣（英语：Thue Christiansen），82歲，格陵蘭教師、視覺藝術家及政治活動家，格陵蘭旗幟設計者。[34]
- 朱志凯，92岁，中国哲学家，复旦大学教授。[35]
- 瑪格麗特·基恩（英語：Margaret Keane），94歲，美國藝術家。[36]
- 拉斐爾·拉卡普里亞（英语：Raffaele La Capria），99歲，義大利小說家和電影編劇。[37]

### 25日
- 黄源昌，60歲，中國航空企業人物，中国民航信息集团有限公司党委委员、中国民航信息网络股份有限公司副总经理。[38]
- 寧根福，72歲，中國雜技表演一級演員。[39]
- 俞雲波，86歲，中國政治人物，二級大檢察官，曾任中國致公黨中央委員會副主席，上海市政協副主席，上海市人民檢察院副檢察長。[40]
- 比爾·伍爾西（英語：Bill Woolsey），87歲，美國男子游泳選手，1952年奧運游泳金牌與1956年奧運游泳銀牌得主。[41]
- 任凯军，97岁，中国政治人物，原中国农业银行江西省分行行长。[42]
- 王安桓，97岁，中国政治人物，江西省妇女联合会原副主任。[43]

### 24日
- 张梅贞，80歲，中國豫剧演員。[44]
- 刘春义，85岁，中国工程师，沈阳飞机设计研究所原所长。[45]
- 张思之，94歲，中國律師，林彪、江青反革命集团案、聂树斌案等案件之辯方律師。[46]
- 刘英烈，98岁，香港书法家。[47]

### 23日
- 劉尚鈞，中華民國海軍一等士官長，反潛航空大隊機工長，S-70直升機例行訓練時重落地傷重不治。[48]
- 伊爾馬·莉迪亞（西班牙語：Yrma Lydya），21歲，墨西哥歌手。[49]
- 韩玉喜，64岁，中国作家，宿迁市作家协会原主席。[50]
- 古天農，68-69歲，香港資深舞台劇演員和導演、電視及電台節目主持，曾任中英劇團藝術總監。[51]
- 斯廷·凱瑟（荷蘭語：Stien Kaiser），84歲，荷蘭速度滑冰运动员，奥运会金牌得主（1972年）。[52]
- 梁駿吾，88歲，中國半導體材料專家，中国工程院院士。[53]
- 张定远，88歲，中國語言教育家。[54]
- 奥韦·马尔姆贝里（瑞典語：Ove Malmberg），89岁，瑞典冰球运动员。[55]
- 趙淳，94歲，韓國经济学家、政治家，首爾首任民選市长（1995－1997年）， 第一任大国家党总裁。[56]
- 渡边宙明（日語：渡辺 宙明），96岁，日本作曲家。[57]
- 周宛戎，101歲，中國政治人物，原辽宁人民广播电台台长、原辽宁省科学技术委员会副主任、辽宁省政协原专职常委。[58]

### 22日
- 李崇霄，51歲，中國演員。[59]
- 遲尚國，中國足球運動員、足球教練。[60]
- 永尼·尼爾松（瑞典語：Jonny Nilsson），79歲，瑞典競速滑冰運動員，1964年冬季奧運會競速滑冰比賽男子10000米冠軍。[61]
- 熊传薪，81歲，中國考古學家，长沙马王堆汉墓发掘者。[62]
- 威利·莫羅（英語：Willie Morrow），82岁，美国商人、发明家。[63]
- 伊夫·科庞（法語：Yves Coppens），87歲，法國人類學家。[64]
- 趙曜，90歲，中國科學社會主義學家，曾任第八、九屆全國政協委員。[65]
- 姜云行，94歲，香港插畫家。[66]

### 21日
- 沈淑銘，19歲，馬來西亞女子射擊運動員，2018年馬來西亞運動會10米氣槍和25米氣槍比賽銅牌得主。中風逝世。[67]
- 楊茵絜，37歲，台灣時尚界人物，知名作家楊渡之女，曾任《美麗佳人》、《ELLE》等時尚雜誌台灣版總編輯。[68]
- 雅罗斯拉夫·什卡尔万（捷克語：Jaroslav Škarvan），78岁，捷克手球运动员。[69]

### 20日
- 乔羽，94岁，中国词作家，代表作《难忘今宵》、《让我们荡起双桨》、《我的祖国》等。[70]
- 徐柄垣，87歲，臺灣木偶雕刻家，專長於布袋戲偶頭製作。[71]
- 李麗裕，70歲，台灣企業家，溪頭米堤飯店總經理。[72]
- 張秀雄，79歲，臺灣人，長年義務擦拭清潔北台灣街道裝設的反光鏡，總計達19萬面，被稱為「反光鏡菩薩」。（訃聞公開日期）[73]
- 詹姆斯·麦克斯威·巴丁（英語：James Maxwell Bardeen），83岁，美国物理学家。[74]
- 熊清泉，94歲，中國政治人物，曾任中共湖南省委書記，中共第十二、十三屆中央委員，第七屆全國人大代表。[75]
- 凱萊布·斯瓦尼根（英语：Caleb Swanigan），25歲，美國籃球運動員，曾效力波特蘭拓荒者等NBA球隊。[76]

### 19日
- 任鸣，62岁，中国戏剧导演，北京人民艺术剧院院长。[77]
- 根纳季·布尔布利斯（俄語：Геннадий Бурбулис），76岁，俄罗斯政治人物，曾任俄罗斯联邦第一副总理及国务秘书。[78]
- 张科，83岁，中国政治人物，廊坊市政协原副主席。[79]
- 李耀先，87岁，中国女排前主教练。[80]
- 安振東，92歲，中國工程師、政治人物。[81]
- 仲冲，95岁，中国政治人物，原中共安徽省委对台湾工作办公室主任。[82]
- 索予明，101歲，臺灣漆器專家，1949年任職中央博物院籌備處期間，搭乘崑崙艦押運最後一批故宮文物抵達臺灣。[83]
- 奥列格·库岑（烏克蘭語：Олег Іванович Куцин），56岁，喀尔巴阡西奇营创始人，在伊久姆战役与俄军作战时牺牲。[84][85]

### 18日
- 泰勒·山德斯（英语：Tyler Sanders (actor)），18岁，美國童星演員。[86]
- 艾丹·甘迺迪（英語：Aideen Kennedy），43歲，英國電視台主持人與知名新聞人，病逝。[87]
- 阿迪巴诺（英语：Adibah Noor），51歲，马来西亚天后级歌手、演员、主持人。死於卵巢癌。[88]
- 霍永库，54岁，中国政治人物，陕西省宝鸡市人民检察院原检察长。[89]
- 卓銘順，67歲，新加坡男演員。死於胰臟癌。[90]
- 胡宗健，86歲，中國文学评论家，湖南科技学院教授。[91]
- 何炼成，95歲，中國著名經濟學家、教育家。[92]
- 林智妹（賽德克語：Ipay Wilang），100歲，台灣賽德克族原住民，文面登錄保存者。[93]

### 17日
- 楊秀卿，87歲，臺灣歌仔藝術家、「重要傳統藝術說唱（唸歌仔）保存者」，曾獲第11屆國家文藝獎。[94]
- 张思卿，89岁，中国政治人物，曾任中国人民政治协商会议第九届、十届全国委员会副主席（1998－2008），最高人民检察院检察长（1993－1998）。[95]
- 让-路易·特兰蒂尼昂（法語：Jean-Louis Trintignant），91岁，法国演员，戛纳及柏林电影节双料影帝。[96]

### 16日
- 阿麗瑪，30歲，中國歌手，內蒙古龐克搖滾樂團「9596樂隊」女主唱，因車禍身亡。[97]
- 尤里·费多托夫（俄語：Юрий Федотов），74岁，俄罗斯外交官，驻英国大使（2005年－2010年）。[98]
- 斯泰纳尔·阿蒙森（挪威語：Steinar Amundsen），76岁，挪威皮划艇运动员，奥运会金牌得主（1968年）。[99]
- 蕭白鏞，81歲，中國胡琴演奏家，前上海民族樂團首席。[100]
- 张志坚，85岁，中國政治人物，中共中央编委办公室原主任。[101]
- 孫森焱，88歲，中華民國司法官，曾任檢察官、推事（法官），司法院大法官（1994年－2003年）。[102]
- 肯·诺尔顿（英语：Ken Knowlton），91歲，美國艺术家和计算机工程師，计算机编程语言BEFLIX（英语：BEFLIX）始創人。病逝。[103]

### 15日
- 布魯諾·佩雷拉（葡萄牙語：Bruno Araújo Pereira），41歲，巴西原住民專家，任職於巴西國家原住民基金會（英语：Fundação Nacional do Índio），與多姆·菲利普斯遭殺害。[104]（遺體發現日）
- 多姆·菲利普斯（英語：Dom Phillips），57歲，英國記者，與布魯諾·佩雷拉在巴西秘魯國界的查瓦利溪谷（英语：Vale do Javari）遭殺害。[104]（遺體發現日）
- 彼得·斯科特-摩根（英语：Peter Scott-Morgan），64歲，英裔美國組織理論家，作家和機器人專家。[105]
- 張文儀，73歲，台灣政治人物，第二、三、四屆立法委員。[106]
- 祝玉成，83岁，中国政治人物，原南通大学附属医院院长。[107]
- 賴甘霖（西班牙語：Andrés Diaz de Rábago Perez），104歲，西班牙籍台灣天主教耶穌會神父。[108]

### 14日
- 孫劍，45歲，中國人工智慧學者，旷视科技首席科学家、旷视研究院院长。[109]
- 完颜海瑞，78歲，中國作家，合肥市文学艺术界联合会原主席。[110]
- 亚伯拉罕·B·约书亚（希伯來語：אברהם גבריאל (בולי) יהושע），85岁，以色列小说家、散文家及剧作家。[111]
- 童绎，90岁，中国眼科学家，福建东南眼科医院名誉院长。[112]
- 王天一，99歲，台灣企業家，陽明海運前董事長，演員王陽明的外公。[113]

### 13日
- 藍祖佑，81歲，中國企業家，原中国兵器工业集团副总经理。[114]
- 黄庆华，92岁，中国军事人物，原装甲兵工程学院院长。[115]

### 12日
- 黃文擇，65歲，台灣偶戲師、霹靂布袋戲副董事長暨口白藝師。[116]
- 菲利浦·贝克·霍尔（英语：Philip Baker Hall），90歲，美國演員。[117]
- 於崇文，98岁，中国地球化学动力学家、矿床地球化学家，中国科学院院士。[118]

### 11日
- 李唐，58岁，中國知名葡萄酒专家、酒膳康养学创始人。[119]
- 泷泽久美子（日語：滝沢 久美子），69岁，日本女性声优。[120]
- 贝恩德·布兰施（德語：Bernd Bransch），77岁，德国足球运动员。[121]
- 藍瓊纓，79歲，港澳富商何鴻燊二房太太，死於癌症。[122]
- 曾孝箴，89岁，中国政治人物，吉林省人大常委会副主任（1998年－2002年）。[123]
- 柳天福，93岁，中国政治人物，河南航天管理局原副局长。[124]
- 龚兰生，98岁，中国心血管病专家，上海交通大学医学院附属瑞金医院终身教授。[125]
- 朱治国，43岁，中共青海省委组织部原副部长、省委原“两新”工委书记。

### 10日
- 弗拉基米爾·庫祖金（英语：Vladimir Kuzyutkin），75歲，俄羅斯排球隊教練。[126]
- 余志光，90岁，中国人民解放军、中国人民志愿军老兵。[127]
- 韦伊内·马尔卡宁（芬蘭語：Väinö Markkanen），93岁，芬兰射击运动员。[128]
- 余士锟，95岁，中国新闻工作者，安徽日报原副总编辑。[129]

### 9日
- 羅曼·拉圖什尼（烏克蘭語：Роман Ратушний），25歲，烏克蘭公民社會活動家，在哈爾科夫陣亡。[130][131]
- 比利·卡梅茨（英语：Billy Kametz），35歲，美國配音員。死於大腸癌。[132]
- 阿米爾·利雅卡特·侯賽恩（英语：Aamir Liaquat Hussain），50岁，巴基斯坦电视节目主持人和政治人物。[133]
- 沈威，71歲，香港資深男演員，曾於電影《省港旗兵》榮獲香港金像獎最佳男配角獎。[134]
- 段尚枢，84岁，中国电测技术专家，哈尔滨工业大学教授。[135]
- 喬十光，85歲，中國漆畫藝術家，工藝美術教育家。[136]
- 邹竞，86岁，中国感光材料专家，中国工程院院士。[137]
- 馬特·齊默爾曼（英語：Matt Zimmerman），87歲，加拿大演員。[138][139]
- 吴永孝，92岁，中国仪器仪表专家，哈尔滨工业大学教授。[140]

### 8日
- 竹內幸輔，45歲，日本聲優。[141]
- 楊智深，59歲，香港茶學家、戲曲及電影編劇。[142]
- 黄锦章，68歲，中國理论语言学家。[143]
- 科斯蒂克·达菲诺尤（羅馬尼亞語：Costică Dafinoiu），68岁，罗马尼亚拳击运动员，奥运会铜牌得主（1976年）。[144]
- 张祥龙，72岁，中国哲学家，北京大学哲学系教授。[145]
- 奉恒高，83岁，中国政治人物，广西壮族自治区人民政府原副主席。[146]
- 弗拉基米尔·叶戈罗夫（俄語：Владимир Егоров），83岁，俄罗斯政治人物，加里宁格勒州州长（2000年－2005年）。[147]
- 葆拉·雷戈（英语：Paula Rego），87歲，葡萄牙裔英國藝術家。[148]
- 戴尔·W·乔根森（英語：Dale W. Jorgenson），89岁，美国经济学家。[149]
- 芮南·勞瑞（英語：Ranan Lurie），90岁，以色列裔美国政治漫画家。[150]
- 许倩云，94歲，中國川劇「四大名旦」之一，曾任重慶市川劇院院長。[151]
- 宋海（朝鲜语：송해），95歲，韓國節目主持人，長期担任韓國廣播公司老牌综艺节目《全国歌唱大赛》主持人，家中逝世。[152]
- 蓝天野，95岁，本名王潤森，北京人民艺术剧院表演、导演艺术家，七一勋章获得者。[153]

### 7日
- 符腾堡公爵卡尔（德語：Carl Herzog von Württemberg），85岁，符腾堡王室首领（1975-2022年）。[154]
- 阿曼·穆罕諾夫，86歲，中國畫家，一級美術師，曾任中國美術家協會理事。[155]
- 周勤之，95歲，中國機械製造工藝與設備專家，中國工程院院士。[156]
- 余昌祥，95歲，中國人，南京大屠杀幸存者。[157]
- 辛育龄，101岁，中国胸外科专家，中日友好医院首任院长，七一勋章获得者。[158]

### 6日
- 黃駿軒，26歲，香港足球運動員，墮樓身亡。[159]
- 阿里薩拉·卡布德喬，27歲，泰國網紅。[160]
- 吉姆·席尔（英語：Jim Seals），79岁，美国音乐家，二重唱组合席尔与克罗夫成员。[161]
- 瓦列里·留明（俄語：Валерий Рюмин），82岁，苏联及俄罗斯宇航员。[162]
- 金衛民，99歲，台灣政治人物，前台南縣政府主任秘書。[163]

### 5日
- 羅曼·庫圖佐夫（俄語：Роман Кутузов），53歲，俄羅斯軍人，陸軍少將，戰死。[164]
- 祝俊明，58岁，中国企业人物，深圳市深粮控股股份有限公司董事长。[165]
- 艾力克·約翰·薩奇（英語：Alec John Such），70歲，美國音樂家，樂隊邦喬飛前貝斯手。[166]
- 王世文，88岁，中国政治人物，甘肃省高级人民法院原院长。[167]
- 李长会，89岁，中国政治人物，济源市政协原主席。[168]
- 劉柏齡，96岁，中國中醫骨傷科學家，「天池傷科流派」第五代傳人。[169]

### 4日
- 杨勇，46岁，中国铁路动车司机，D2809次列车脱线事故中殉职。[170]
- 费梁，86岁，中国两栖动物学家。[171]
- 石井一，87歲，日本政治人物，曾任國會議員、自治大臣等職。死於急性心臟衰竭。[172]
- 莫尔多瓦·久尔吉（匈牙利語：Moldova György），88岁，匈牙利作家。[173]
- 弓孟谦，90岁，中国经济学家，北京大学经济学院教授。[174]
- 胡法光，98歲，香港企業家、政治人物、體育界人士，菱電發展創辦人、港協暨奧委會名譽副會長、曾任區議會議員、市政局議員、立法局議員、香港事務顧問。[175]

### 3日
- 虞文胜，53岁，中国政治人物，郎溪县政协主席（2022年起）。[176]
- 肯·凯利（英語：Ken Kelly），76岁，美国奇幻艺术家。[177]
- 林正弘，83歲，台灣哲學家，台灣大學、東吳大學哲學系教授，台大哲學系事件受害者。[178]
- 苏汝铿，84歲，中國物理學家，复旦大学教授。[179]
- 伍汉霖，88岁，中国鱼类学家，上海海洋大学教授。[180]
- 安·特納·庫克（英语：Ann Turner Cook），95歲，美國教育家及小说家，嘉宝婴儿（英语：Gerber Baby）标志原型。[181]
- 陈作朝，97岁，中国政治人物，广东省珠海市中级人民法院原院长。[182]

### 2日
- 出井伸之（日語：出井 伸之），84歲，日本企業家，索尼前会长兼CEO。死於肝衰竭。[183]
- 白滨，86歲，中國西夏学家。[184]

### 1日
- 劉梓浩，27歲，香港男子沙灘排球運動員，死於血癌。（訃聞公佈日期）[185]
- 马克·珀斯洛（英語：Mark Purslow），29歲，英国摩托车赛车運動員，在2022年曼島旅遊者盃比賽中發生意外身亡。[186]
- 關偉光，59歲，香港播音員，香港電台DJ，病逝。[187]
- 任庭芳，80歲，中國川劇演員。[188]
- 布仁立爵士（英語：Sir Gerard Brennan），94歲，澳洲法官，曾任澳洲首席大法官（1995－1998年）、香港終審法院非常任法官（2000－2012年）。[189][190]
- 呂楓，95歲，中國政治人物，中共中央組織部部長（1989－1994年）。[191]